# Инфаркт постељице
Инфаркт постељице или инфаркт плаценте (понекад се назива и плацентни церебрални инфаркт) је прекид протока крви између постељице и бебе.
Мали инфаркти постељице (лезије или масе на постељици, посебно на ивици њеног диска) сматрају се нормалним током трудноће. Они су присутни у око четвртини свих нормалних трудноћа и не утичу на трудноћу. 
Велики инфаркти постељице су повезани са васкуларним абнормалностима (нпр хипертрофична децидуална васкулопатија, код хипертензије)  може директно да изазове фетални дистрес и дугорочне компликације, укључујући застој у развоју и церебралну парализу.
Веома велики инфаркти постељице доводе до инсуфицијенције постељице која се може окончати смрћу фетуса.
Инфаркт постељице се обично открива ултразвуком.

## Епидемиологија
Локални инфаркт постељице се може јавити у до ~25% свих патологија постељице и приближно 5-20% свих гестација (у просеку 12,5%).

## Етиопатогенеза
Постоји велики број познатих узрока инфаркта плаценте, који обично настају као резултат прекинутог снабдевања крвљу мајке. Међу значајнији узрока јављају се:
- Гестацијски дијабетес (дијабетичка микроангиопатија)
- Фетална анемија
- Прееклампсија
- Фетална инфекција
- Превременим порођај (34-36 недеља гестације)[6]
- антикардиолипинска антитела
- хронични нефритис
- системски еритематозни лупус (СЛЕ)

Инфаркт постељице указује на лошу перфузију фетоплацентарне јединице. Присуство инфаркта – без обзира на величину – у постељици недоношчади је абнормалан налаз. Стога ће величина инфаркта и време њиховог формирања вероватно имати важне клиничке импликације.
Генерално се претпоставља да су централни инфаркти важнији од периферних и постоји повезаност између хипертензије изазване трудноћом и вишеструких инфаркта плаценте.
Лезија која се назива „хематом инфаркта плаценте“ повезана је са феталном смрћу и неповољним перинаталним исходом. Таква лезија је повезана са високим ризиком од смрти фетуса и абрупције плаценте. 

## Дијагноза
Дијагноза инфаркта постељице се поставља антенаталним ултразвуком, иако доста тешко, осим ако је инфаркт сухеморагијске природе.   Најчешће се на ултразвуку промене уочавају као хипоехоични регион са дебелим хиперехоичним ободом и/или као добро ограничена маса мешаног/хиперехоичног узорка.

## Терапија
Они који се јављају на маргинама плаценте обично немају клинички значај на овој локацији и не захтевају лечење.
Тренутно не постоји третман за хематоме инфаркта плаценте. Неки истраживаћи предложили су употребу хепарина ниске молекуларне тежине и аспирина када се на ултразвучном скенирању уоче лезије плаценте које указују на инфаркт.

## Прогноза
Инфаркт у првом или другом тромесечју који је у центру плаценте или са опсежним захватањем постељице (више од 50%) је много забрињавајући и може довести до смрти фетуса.
Ограничење раста фетуса је често присутно ако је инфарктом захваћено 15% или више постељичног ткива.

## Компликације
Интраутерино успоравање раста , смрт фетуса и поновљени абортуси су повезани са великим инфарктима постељице (који захвата >10% паренхима) или са инфарктом са раним почетком.